# Mózes Attila
Mózes Attila (álnevei: Kibédi Attila, Finta Balázs; Marosvásárhely, 1952. április 8. – Kolozsvár, 2017. január 31.) romániai magyar író, irodalomkritikus, szerkesztő.

## Életútja
A belváros peremén élő tisztviselő család vált első, a világirodalom és a magyar irodalom olvasására, tiszteletére s általában műélvezetre nevelő iskolájává. Hegedülni tanult, kedvenc olvasmányai orosz klasszikusok és francia egzisztencialisták. És Krúdy Gyula, Németh László. Játszani, barátkozni, "világot látni" azonban a közeli külvárosi negyedbe járt, s az irodalom mellett az ottani "grundokon" összeverődő fiatalok csapatjai alakították mentalitását. Középiskolai tanulmányait szülővárosában az Al. Papiu Ilarian Líceum magyar tagozatán fejezte be (1971), majd a Babeș–Bolyai Tudományegyetem bölcsészeti karán orosz-magyar-francia tanári diplomát szerzett (1976).
Pályáját Székelyhidason kezdte, a román lakosságú falu általános iskolájában tanított franciát és tornát (1976-79), itt barátkozott össze egy havasalji község orvosával, Vásárhelyi Géza költővel. Kolozsvárra került az Utunk szerkesztőségébe, majd 1990-től a Helikon rovatvezetője.

## Munkássága
Első írását a marosvásárhelyi Vörös Zászló irodalmi melléklete közölte (1968). Prózai írásai, esszéi, kritikái az Utunk, Igaz Szó, Korunk, A Hét, Napsugár, Új Élet hasábjain, majd a Látóban jelentek meg, Magyarországon az Életünk, Rakéta és más irodalmi folyóiratok munkatársa. Már első kötete, a Forrás könyvsorozatban megjelent Átmenetek c. novellagyűjtemény (1978) felkeltette a kritikusok figyelmét.
Marosi Péter szerint: „Szövegelései a kollektív pszichoanalízis sajátos formái.” Nem ír fontos dolgokról, csak az életéről, „belefér mondókáiba valamennyiünk életéből – a sorsunkból is valami. És ez nem is a legkisebb dolog.”
Az Egyidejűségek c. „rendhagyó falumonográfia” (1980) Cs. Gyimesi Éva értékelése szerint „az átmeneti, a felemás, az önazonosságát elvesztett mai falu sorsának analogonja. Paradoxális világ, mert számára a korral együtt haladni létjogosultságának megszűnését jelenti. A falu kapcsán az Anyám könnyű álmot ígér óta nem írtak időszerűbbet itt nálunk.”
Fejlődéstörténeti vázlatoknak, az agresszivitásról szóló, freudi vétetésű egységes regény fejezeteinek tekinti az Üvegcsendélet (1982) kilenc elbeszélését Szőcs István. Megfigyelése szerint egészében olvasva a könyvet összhatásként szerzői igazságszolgáltatás érvényesül: „az alantas agresszivitás, kegyetlen virtuskodás, hetvenkedés, huligánnagyzolás visszavezetődik forrásához, a gyávasághoz”. Amikor A Gonosz színeváltozásai c. három kamaratörténet (1985) megjelenése alkalmából az Igaz Szó Fórum-cikkcsoportba foglalja Lászlóffy Aladár, Nemess László, Nagy Pál, Szőcs István és Kovács János recenzióit, a hozzászólók legidősebbje, Kovács János így üdvözli az immár új nemzedéket képviselő írót: „Mózes Attila realista víziói az egységesített modern művészetek kombinált teljesítményei, parabolás valóságközelsége az egykori próféták tartására emlékeztet, a világot féltő szüntelen gondja pedig a mai ember mindennapos szorongása.”
Szinte áthidaló válaszként hat az új magaslatokra ért ifjú író Vallomás egy nemzedékről c. bevezetője Nagy István novelláinak egy új válogatása élén (Kilincselők, 1987), amely kiemeli a munkásíró igazi értékeit a méltatlan tankönyvi szólamokból s az utódnemzedék félreértéseiből egyaránt, a „könyörtelen megfigyelő”-t értékelve a külváros megszólaltatójában. Közben (1986) megszerkesztette saját nemzedéke fiatal prózaíróinak antológiáját Ajtók cím alatt.
2019 óta a Digitális Irodalmi Akadémia posztumusz tagja.

## Köteteiből

### Magyarul
- Átmenetek. Szövegek különböző hangulatokra; Kriterion, Bukarest, 1978 (Forrás)
- Egyidejűségek. Rendhagyó falumonográfia évszakokban; Kriterion, Bukarest, 1980
- Fény, árnyék átdereng. Karcolatok, novellák, elbeszélések; Dacia, Kolozsvár, 1980
- Üvegcsendélet. Elbeszélés; Kriterion, Bukarest, 1982
- Füstkorom. Történetek ellenfényben; Kriterion–Szépirodalmi, Bukarest–Budapest, 1984
- A Gonosz színeváltozásai. Három kamaratörténet; Kriterion, Bukarest, 1985
- Ajtók. Fiatal prózaírók antológiája; vál., szerk., bev. Mózes Attila Kriterion, Bukarest, 1986
- Nagy István: Kilincselők; vál., előszó Mózes Attila; Kriterion–Szépirodalmi, Bukarest–Budapest, 1987
- Árvízkor a folyók megkeresik régi medrüket. Beszély. Panek Zoltán címötletére szerzette Mózes Attila; Kriterion–Szépirodalmi, Bukarest–Budapest, 1990
- Yesterday, Az Oroszlán Hava és egyéb történetek; Kriterion–Szépirodalmi, Bukarest–Budapest, 1990
- A vénasszonyok nyara c. kisregényét a Látó közölte (1990/1-3)
- Vásárhelyi Géza: Ne félj az álom úgyis szertehordoz. Hátrahagyott versek; vál., szerk. Mózes Attila; Kriterion, Bukarest, 1993
- Egy pohár vigyor. Elbeszélések; Felsőmagyarország, Miskolc, 1996
- Napnyugati vándorlás. Válogatott elbeszélések és novellák; vál., szerk. Gálfalvi György; Mentor, Marosvásárhely, 2000
- Árvízkor a folyók megkeresik régi medrüket; Erdélyi Híradó, Kolozsvár, 2002
- Céda korok történelme; vál. Markó Enikő; Mentor, Marosvásárhely, 2004
- Zsibvásár. Szövegek egyetlen hangulatra; Előretolt Helyőrség Szépirodalmi Páholy–Erdélyi Híradó–Ráció, Kolozsvár–Budapest, 2010
- Foglaló. 13+1 érzelmes beszély; Erdélyi Híradó–Előretolt Helyőrség Szépirodalmi Páholy, Kolozsvár, 2011
- Válogatott novellák; vál. György Attila; Székelyföld Alapítvány, Csíkszereda, 2018 (Székely könyvtár)

### Románul
- Epilog la un adio; ford. románra Paul Drumaru, utószó Mircea Ciobanu; Kriterion, Bukarest, 1986 (Biblioteca Kriterion)